# توني دوغان
توني ديوغان (بالإنجليزية: Toni Duggan)‏ (25 يوليو 1991 بليفربول في المملكة المتحدة - ) هي لاعبة كرة قدم بريطانية في مركز الهجوم. شاركت مع منتخب إنجلترا لكرة القدم للسيدات ومنتخب إنجلترا تحت 20 سنة للسيدات لكرة القدم ‏ ومنتخب إنجلترا تحت 17 سنة للسيدات لكرة القدم ومنتخب إنجلترا تحت 19 سنة للسيدات لكرة القدم ومنتخب إنجلترا تحت 23 سنة للسيدات لكرة القدم. أما مع النوادي، فقد لعبت مع نادي إيفرتون للسيدات ومانشستر سيتي للسيدات.

## وصلات خارجية
- توني دوغان على موقع الاتحاد الدولي (مؤرشف)  (الإنجليزية)
- توني دوغان على موقع الاتحاد الأوربي (الإنجليزية)
- توني دوغان على موقع قاعدة بيانات كرة القدم.إي يو (الإنجليزية)
- توني دوغان على موقع Soccerway.com (الإنجليزية)
- توني دوغان على موقع عالم كرة القدم.نت (الإنجليزية)